# Steffan Vlietstra
Steffan Vlietstra (Amsterdam, 31 maart 1985) is een Nederlandse profvoetballer. Hij speelde als aanvaller bij FC Omniworld.

## Clubstatistieken
| 2005/06 | FC Omniworld | Nederland | Eerste divisie | 8 | 0 |
| 2006/07 | FC Omniworld | Nederland | Eerste divisie | 5 | 0 |